# Campionato Paulista 1957
Il Campionato Paulista 1957 è stata la 56ª edizione della massima serie calcistica dello stato di San Paolo, organizzata dalla Federaçao Paulista de Futebol. Il torneo è iniziato il 9 giugno 1957 e si è concluso il 28 gennaio 1958 con la vittoria del San Paolo, al suo ottavo titolo statale.
Capocannoniere del torneo è stato Pelé, con 17 marcature.

## Stagione

### Novità
In seguito all'allargamento del campionato a 20 squadre, oltre alla neopromossa Botafogo-SP, fu iscritta al campionato anche l'Ypiranga-SP.

### Formula
Il campionato fu disputato in tre fasi:
- Girone di qualificazione: tutte le squadre si affrontano in un girone all'italiana. Le prime dieci si qualificano alla Serie Blu, le ultime dieci si qualificano alla Serie Bianca.
- Serie Blu: le dieci squadre si affrontano in un girone con partite di andata e ritorno. La prima classificata si aggiudica il titolo.
- Serie Bianca: le dieci squadre si affrontano in un girone con partite di andata e ritorno. L'ultima classificata retrocede.

### Avvenimenti
Il girone di qualificazione vide il cammino imbattuto del Corinthians, che alla diciannovesima giornata chiuse con un vantaggio di cinque punti su Santos e Portuguesa. In questa prima fase è da registrare il debutto assoluto di Pelé nel campionato paulista, avvenuto il 14 luglio nella vittoria per 5-3 a Vila Belmiro contro il XV de Piracicaba. Il San Paolo del neo-allenatore Béla Guttmann fu protagonista di un inizio zoppicante, revitalizzato dall'acquisto in prestito dell'attaccante di esperienza Zizinho.
Nella seconda fase il Corinthians proseguì la sua striscia record di partite consecutive senza sconfitta, chiusa alla penultima giornata nella sconfitta per 1-0 contro il Santos dopo 35 incontri. La vittoria del Santos nello scontro diretto sconvolse il campionato: ad una partita dal termine San Paolo e Corinthians erano appaiate in vetta a 28 punti, con il Santos dietro di una sola lunghezza e lo scontro diretto tra le due prime in classifica da giocarsi nella giornata successiva.
L'ultimo atto della Serie Blu si aprì con la vittoria del Peixe sul Palmeiras per 4-1 nell'anticipo del 28 dicembre. La partita tra San Paolo e Corinthians, vissuta de facto come una finale, fu giocata sul filo della tensione anche in seguito ai violenti scontri in campo tra le due squadre nella sfida di andata. Il San Paolo si portò sul 2-0 prima che Rafael accorciasse le distanze per il Corinthians segnando in rovesciata. Il gol del definitivo 3-1 fu segnato da Maurinho in posizione di dubbio fuorigioco, non segnalato dal guardalinee. Il Tricolor paulista si laureò dunque campione dello stato San Paolo, tuttavia i festeggiamenti furono interrotti dal lancio di bottiglie da parte della tifoseria avversaria, in quello che fu definito il "Pomeriggio delle bottiglie".

## Squadre partecipanti
| Club                | Città              |
| ------------------- | ------------------ |
| Botafogo-SP         | Ribeirão Preto     |
| Corinthians         | San Paolo          |
| Ferroviária         | Araraquara         |
| Guarani             | Campinas           |
| Jabaquara           | Santos             |
| Juventus-SP         | San Paolo          |
| Linense             | Lins               |
| Nacional-SP         | San Paolo          |
| Noroeste            | Bauru              |
| Palmeiras           | San Paolo          |
| Ponte Preta         | Campinas           |
| Portuguesa          | San Paolo          |
| Portuguesa Santista | Santos             |
| San Paolo           | San Paolo          |
| Santos              | Santos             |
| São Bento (SP)      | São Caetano do Sul |
| Taubaté             | Taubaté            |
| Ypiranga-SP         | San Paolo          |
| XV de Jaú           | Jaú                |
| XV de Piracicaba    | Piracicaba         |

## Girone di qualificazione

### Classifica finale del girone di qualificazione
|  | Pos. | Squadra             | Pt | G  | V  | N | P  | GF | GS | DR  |
|  | ---- | ------------------- | -- | -- | -- | - | -- | -- | -- | --- |
|  | 1.   | Corinthians         | 32 | 19 | 13 | 6 | 0  | 46 | 18 | +28 |
|  | 2.   | Santos              | 27 | 19 | 13 | 1 | 5  | 81 | 35 | +46 |
|  | 3.   | Portuguesa          | 27 | 19 | 11 | 5 | 3  | 37 | 21 | +16 |
|  | 4.   | Jabaquara           | 25 | 19 | 11 | 3 | 5  | 35 | 33 | +2  |
|  | 5.   | San Paolo           | 25 | 19 | 10 | 5 | 4  | 46 | 19 | +27 |
|  | 6.   | Ponte Preta         | 23 | 19 | 10 | 3 | 6  | 37 | 31 | +6  |
|  | 7.   | Palmeiras           | 23 | 19 | 9  | 5 | 5  | 38 | 23 | +15 |
|  | 8.   | Portuguesa Santista | 22 | 19 | 9  | 4 | 6  | 25 | 19 | +6  |
|  | 9.   | XV de Piracicaba    | 22 | 19 | 11 | 0 | 8  | 45 | 39 | +6  |
|  | 10.  | Botafogo-SP         | 21 | 19 | 9  | 3 | 7  | 28 | 24 | +4  |
|  | 11.  | Noroeste            | 21 | 19 | 8  | 5 | 6  | 42 | 33 | +9  |
|  | 12.  | São Bento (SP)      | 18 | 19 | 8  | 2 | 9  | 25 | 33 | -8  |
|  | 13.  | Ferroviária         | 17 | 19 | 7  | 3 | 9  | 28 | 37 | -9  |
|  | 14.  | Juventus-SP         | 17 | 19 | 8  | 1 | 10 | 31 | 39 | -8  |
|  | 15.  | Taubaté             | 14 | 19 | 6  | 2 | 11 | 31 | 34 | -3  |
|  | 16.  | Guarani             | 13 | 19 | 5  | 3 | 11 | 35 | 48 | -13 |
|  | 17.  | XV de Jaú           | 12 | 19 | 4  | 4 | 11 | 24 | 46 | -22 |
|  | 18.  | Nacional-SP         | 11 | 19 | 4  | 3 | 12 | 27 | 45 | -18 |
|  | 19.  | Ypiranga-SP         | 8  | 19 | 3  | 2 | 14 | 18 | 50 | -32 |
|  | 20.  | Linense             | 2  | 19 | 0  | 2 | 17 | 12 | 60 | -52 |

Legenda:

      Ammesse alla Serie Blu

      Ammesse allo Spareggio

      Ammesse alla Serie Bianca
Regolamento:

Due punti a vittoria, uno a pareggio, zero a sconfitta.

### Tabellone
Ogni riga indica i risultati casalinghi della squadra segnata a inizio della riga, contro le squadre segnate colonna per colonna (che invece avranno giocato l'incontro in trasferta). Al contrario, leggendo la colonna di una squadra si avranno i risultati ottenuti dalla stessa in trasferta, contro le squadre segnate in ogni riga, che invece avranno giocato l'incontro in casa.
|                     | BOT  | COR  | FER  | GUA  | JAB  | JUV  | LIN  | NAC  | NOR  | PAL  | PPR  | PTG  | PSA  | SPA  | SAN  | SBE  | TAU  | YPI  | XVJ  | XVP  |
| ------------------- | ---- | ---- | ---- | ---- | ---- | ---- | ---- | ---- | ---- | ---- | ---- | ---- | ---- | ---- | ---- | ---- | ---- | ---- | ---- | ---- |
| Botafogo-SP         | –––– | -    | -    | -    | -    | -    | 6-0  | -    | -    | -    | 0-0  | -    | 1-0  | 1-0  | -    | -    | 2-1  | -    | 4-1  | 2-0  |
| Corinthians         | 5-1  | –––– | 7-1  | 2-1  | 1-1  | 3-0  | 5-0  | 1-0  | 3-2  | 1-1  | 2-2  | 2-1  | 0-0  | 2-1  | 2-1  | 2-1  | -    | 3-1  | 1-1  | 2-1  |
| Ferroviária         | 1-0  | -    | –––– | -    | -    | 4-1  | -    | 2-2  | -    | -    | -    | -    | -    | -    | 3-2  | -    | 2-1  | -    | 2-1  | 1-2  |
| Guarani             | 1-3  | -    | 2-0  | –––– | 5-1  | -    | 2-1  | 6-3  | -    | -    | -    | -    | 0-2  | -    | -    | -    | -    | -    | -    | -    |
| Jabaquara           | 1-0  | -    | 1-4  | -    | –––– | -    | -    | -    | 3-1  | -    | 1-3  | -    | 2-1  | -    | 6-4  | 2-1  | 2-1  | 3-2  | -    | -    |
| Juventus-SP         | 1-1  | -    | -    | 3-1  | 0-1  | –––– | -    | 4-3  | 1-2  | 3-1  | -    | -    | -    | 2-1  | -    | 4-1  | 3-1  | -    | 2-0  | -    |
| Linense             | -    | -    | 0-2  | -    | 1-2  | 0-2  | –––– | -    | 0-7  | -    | 1-2  | -    | 1-2  | -    | -    | -    | -    | -    | -    | 2-3  |
| Nacional-SP         | 0-1  | -    | -    | -    | 2-2  | -    | 4-1  | –––– | 1-4  | -    | 0-2  | -    | -    | -    | -    | 1-2  | -    | 1-0  | 3-0  | 0-4  |
| Noroeste            | 2-2  | -    | 3-1  | 3-3  | -    | -    | -    | -    | –––– | -    | 1-0  | 1-1  | 1-1  | -    | -    | -    | -    | 4-0  | -    | -    |
| Palmeiras           | 2-0  | -    | 0-0  | 3-1  | 1-1  | -    | 6-2  | 1-0  | 5-2  | –––– | -    | -    | 0-1  | 0-0  | -    | 4-0  | 2-3  | 1-1  | 5-2  | 2-0  |
| Ponte Preta         | -    | -    | 4-0  | 2-1  | -    | 3-1  | -    | -    | -    | 3-1  | –––– | -    | 1-2  | -    | -    | 0-2  | 3-1  | -    | -    | 5-2  |
| Portuguesa          | 1-0  | -    | 2-1  | 4-0  | 0-1  | 3-2  | 0-0  | 2-1  | -    | 2-1  | 2-2  | –––– | 2-0  | 2-2  | -    | 3-0  | 3-0  | 2-2  | 2-0  | 3-1  |
| Portuguesa Santista | -    | -    | 3-1  | -    | -    | 2-0  | -    | 1-2  | -    | -    | -    | -    | –––– | -    | -    | 0-0  | 1-0  | -    | -    | 3-2  |
| San Paolo           | -    | -    | 1-1  | 4-2  | 2-0  | -    | 7-0  | 0-0  | 4-1  | -    | 5-0  | -    | 2-1  | –––– | 3-2  | 5-0  | 4-2  | 3-0  | 1-1  | 1-2  |
| Santos              | 4-2  | -    | -    | 8-1  | -    | 6-1  | 7-1  | 7-1  | 1-0  | 1-2  | 7-2  | 5-2  | 1-1  | -    | –––– | 5-2  | 3-1  | 9-1  | 3-1  | 5-3  |
| São Bento (SP)      | 3-0  | -    | 3-1  | 0-0  | -    | -    | 3-1  | -    | 1-2  | -    | -    | -    | -    | -    | -    | –––– | 1-3  | -    | 1-0  | 2-0  |
| Taubaté             | -    | 2-2  | -    | 0-0  | -    | -    | 1-0  | 5-3  | 0-1  | -    | -    | -    | -    | -    | -    | -    | –––– | 3-1  | 6-0  | -    |
| Ypiranga-SP         | 1-2  | -    | 2-1  | 0-3  | -    | 2-1  | 2-0  | -    | -    | -    | 1-3  | -    | 1-4  | -    | -    | 0-2  | -    | –––– | -    | -    |
| XV de Jaú           | -    | -    | -    | 3-2  | 0-3  | -    | 1-1  | -    | 3-3  | -    | 1-0  | -    | 2-0  | -    | -    | -    | -    | 4-1  | –––– | -    |
| XV de Piracicaba    | -    | -    | -    | 6-4  | 4-2  | 4-0  | -    | -    | 3-2  | -    | -    | -    | -    | -    | -    | -    | 1-0  | 1-0  | 6-3  | –––– |

### Spareggio
Lo spareggio per determinare l'iscrizione di Botafogo-SP e Noroeste alla fase successiva fu giocato il 6 ottobre a San Paolo. Vincendo l'incontro, il Botafogo di Ribeirão Preto si qualificò alla Serie Blu, mentre il Noroeste fu iscritto alla Serie Bianca.
| Arbitro: | Ernst Hausstätter |

|                                        |           |          |
| Neco 27’ (58) Mairiporã 43’ Moreno 76’ | Marcatori | 1’ Ismar |

## Serie Bianca

### Classifica finale
|  | Pos. | Squadra        | Pt | G  | V  | N | P  | GF | GS | DR  |
|  | ---- | -------------- | -- | -- | -- | - | -- | -- | -- | --- |
|  | 1.   | Taubaté        | 24 | 18 | 11 | 2 | 5  | 39 | 25 | +14 |
|  | 2.   | Nacional-SP    | 23 | 18 | 10 | 3 | 5  | 35 | 33 | +2  |
|  | 3.   | Noroeste       | 23 | 18 | 10 | 3 | 5  | 35 | 23 | +12 |
|  | 4.   | Guarani        | 20 | 18 | 9  | 2 | 7  | 56 | 33 | +23 |
|  | 5.   | São Bento (SP) | 20 | 18 | 6  | 8 | 4  | 24 | 23 | +1  |
|  | 6.   | Juventus-SP    | 18 | 18 | 7  | 4 | 7  | 34 | 29 | +5  |
|  | 7.   | Ferroviária    | 17 | 18 | 7  | 3 | 8  | 32 | 38 | -6  |
|  | 8.   | XV de Jaú      | 12 | 18 | 5  | 2 | 11 | 31 | 43 | -12 |
|  | 9.   | Ypiranga-SP    | 12 | 18 | 4  | 4 | 10 | 19 | 32 | -13 |
|  | 10.  | Linense        | 11 | 18 | 3  | 5 | 10 | 17 | 43 | -26 |

Legenda:

      Retrocessa in Campionato Paulista A2 1958
Regolamento:

Due punti a vittoria, uno a pareggio, zero a sconfitta.

### Risultati
Alcune gare sono state giocate sia all'andata che al ritorno nello stesso stadio, ma il tabellone dei risultati riporta questi ultimi come se le partite si fossero giocate in casa e in trasferta, per una migliore comprensione. Ne sono un esempio le sfide tra São Bento e Taubaté, giocate entrambe in casa del São Bento.
|                | FER  | GUA  | JUV  | LIN  | NAC  | NOR  | SBE  | TAU  | YPI  | XVJ  |
| -------------- | ---- | ---- | ---- | ---- | ---- | ---- | ---- | ---- | ---- | ---- |
| Ferroviária    | –––– | 4-3  | 1-1  | 2-1  | 4-0  | 0-2  | 1-0  | 3-1  | 0-0  | 4-0  |
| Guarani        | 8-2  | –––– | 3-0  | 4-0  | 3-0  | 3-1  | 4-4  | 6-2  | 4-0  | 6-3  |
| Juventus-SP    | 2-0  | 3-2  | –––– | 4-0  | 5-1  | 1-1  | 0-0  | 1-4  | 3-1  | 4-1  |
| Linense        | 3-2  | 3-2  | 0-1  | –––– | 0-3  | 1-0  | 2-2  | 1-1  | 2-2  | 0-0  |
| Nacional-SP    | 6-2  | 3-2  | 3-1  | 1-1  | –––– | 1-1  | 2-0  | 2-1  | 2-1  | 5-2  |
| Noroeste       | 3-1  | 3-2  | 3-2  | 6-0  | 3-0  | –––– | 1-1  | 1-0  | 2-0  | 2-1  |
| São Bento (SP) | 2-1  | 1-1  | 2-2  | 1-0  | 2-2  | 1-0  | –––– | 1-3  | 2-1  | 2-0  |
| Taubaté        | 2-0  | 1-0  | 2-1  | 3-2  | 4-1  | 2-1  | 1-3  | –––– | 4-1  | 4-0  |
| Ypiranga-SP    | 1-1  | 1-0  | 2-1  | 4-1  | 0-1  | 3-4  | 2-0  | 0-0  | –––– | 0-2  |
| XV de Jaú      | 3-4  | 2-3  | 3-2  | 5-0  | 1-2  | 4-1  | 0-0  | 1-4  | 3-0  | –––– |

### Classifica marcatori
| Gol |  |  | Giocatore | Squadra     |
| --- |  |  | --------- | ----------- |
| 17  |  |  | Fifi      | Guarani     |
| 15  |  |  | Jorge     | Nacional-SP |
| 14  |  |  | Edgard    | Nacional-SP |
| 11  |  |  | Roberto   | Guarani     |
| 10  |  |  | Zurinque  | XV de Jaú   |

Fonte:

## Serie Blu

### Classifica finale
|                      | Pos. | Squadra             | Pt | G  | V  | N | P  | GF | GS | DR  |
| -------------------- | ---- | ------------------- | -- | -- | -- | - | -- | -- | -- | --- |
| San Paolo (bandiera) | 1.   | San Paolo           | 30 | 18 | 13 | 4 | 1  | 53 | 24 | +29 |
|                      | 2.   | Santos              | 29 | 18 | 13 | 3 | 2  | 63 | 30 | +33 |
|                      | 3.   | Corinthians         | 28 | 18 | 12 | 4 | 2  | 44 | 21 | +23 |
|                      | 4.   | Portuguesa          | 20 | 18 | 7  | 6 | 5  | 38 | 30 | +8  |
|                      | 5.   | Botafogo-SP         | 18 | 18 | 6  | 6 | 6  | 24 | 30 | -6  |
|                      | 6.   | Portuguesa Santista | 15 | 18 | 4  | 7 | 7  | 31 | 43 | -12 |
|                      | 7.   | Ponte Preta         | 13 | 18 | 6  | 1 | 11 | 22 | 42 | -20 |
|                      | 8.   | Jabaquara           | 10 | 18 | 2  | 6 | 10 | 19 | 34 | -15 |
|                      | 9.   | Palmeiras           | 9  | 18 | 2  | 6 | 10 | 28 | 36 | -8  |
|                      | 10.  | XV de Piracicaba    | 8  | 18 | 3  | 2 | 13 | 25 | 57 | -32 |

Legenda:

      Campione dello Stato di San Paolo

Regolamento:

Due punti a vittoria, uno a pareggio, zero a sconfitta.

### Risultati
Alcune gare sono state giocate sia all'andata che al ritorno nello stesso stadio, ma il tabellone dei risultati riporta questi ultimi come se le partite si fossero giocate in casa e in trasferta, per una migliore comprensione. Ne sono un esempio le sfide tra Santos e Jabaquara, giocate entrambe in casa del Santos.
|                     | BOT  | COR  | JAB  | PAL  | PPR  | PTG  | PSA  | SPA  | SAN  | XVP  |
| ------------------- | ---- | ---- | ---- | ---- | ---- | ---- | ---- | ---- | ---- | ---- |
| Botafogo-SP         | –––– | 2-2  | 1-1  | 2-1  | 2-1  | 2-2  | 0-1  | 0-0  | 4-2  | 3-1  |
| Corinthians         | 4-0  | –––– | 1-0  | 1-0  | 5-1  | 1-0  | 5-1  | 1-1  | 3-3  | 3-1  |
| Jabaquara           | 1-2  | 0-1  | –––– | 0-0  | 4-1  | 1-1  | 1-1  | 1-2  | 1-5  | 2-0  |
| Palmeiras           | 3-0  | 1-3  | 2-2  | –––– | 1-2  | 0-2  | 3-4  | 0-1  | 3-4  | 1-1  |
| Ponte Preta         | 1-0  | 1-3  | 3-1  | 2-1  | –––– | 0-0  | 2-1  | 0-2  | 1-2  | 1-0  |
| Portuguesa          | 5-0  | 2-2  | 2-1  | 1-1  | 5-2  | –––– | 3-1  | 4-0  | 0-6  | 4-0  |
| Portuguesa Santista | 1-1  | 2-3  | 3-3  | 2-2  | 1-0  | 2-2  | –––– | 2-3  | 2-6  | 4-2  |
| San Paolo           | 1-1  | 3-1  | 2-0  | 4-2  | 6-2  | 3-1  | 5-1  | –––– | 2-2  | 7-1  |
| Santos              | 2-1  | 1-0  | 4-0  | 4-1  | 6-1  | 3-1  | 2-2  | 2-6  | –––– | 6-2  |
| XV de Piracicaba    | 1-3  | 2-5  | 3-0  | 1-6  | 2-1  | 5-3  | 0-0  | 3-5  | 0-3  | –––– |

### Classifica marcatori
| Gol |  |  | Giocatore | Squadra     |
| --- |  |  | --------- | ----------- |
| 17  |  |  | Pelé      | Santos      |
| 15  |  |  | Zague     | Corinthians |
| 13  |  |  | Gino      | San Paolo   |
| 12  |  |  | Pagão     | Santos      |
| 11  |  |  | Tite      | Santos      |

Fonte: